# Kill My Landlord
Kill My Landlord è l'album d'esordio del gruppo musicale hip hop statunitense The Coup, pubblicato il 4 maggio 1993 e distribuito da Wild Pitch ed EMI.
| Recensione | Giudizio |
| ---------- | -------- |
| AllMusic   | [ 1 ]    |

## Tracce
Testi di Eric Davis, Raymond Riley, Anthony Morris (traccia 13), David Douglas (traccia 13), Sean Rutherford (traccia 13), musiche di Boots Riley.
1. Dig It – 4:19
2. Not Yet Free – 6:15
3. Fuck a Perm – 0:46
4. The Coup – 4:28
5. I Know You – 6:31
6. I Ain't the Nigga – 4:32
7. Last Blunt – 5:24
8. Funk – 6:11
9. Liberation of Lonzo Williams – 4:52
10. Pam's Song – 2:06
11. Fo the Money – 5:39
12. Foul Play – 4:02
13. Kill My Landlord – 6:18

Durata totale: 61:23

## Classifiche
| Classifica (1993)         | Posizione massima |
| ------------------------- | ----------------- |
| US Top R&B/Hip-Hop Albums | 83                |